# 鈴木史朗
鈴木 史朗（すずき しろう、1938年〈昭和13年〉2月10日 - ）は、日本のフリーアナウンサー、タレント。元TBSアナウンサー。
本名は同じだが、TBS在職当時より冒頭表記と「鈴木 史郎」表記の両方が見られる。

## 来歴
京都府京都市北区、上賀茂神社の社家、神社を守護する武士の家系の出身。父親が日中貿易会社を設立し、幼少期は仕事関係から中国大陸で暮らす。第二次世界大戦の終戦後は、父親が無実のスパイ容疑をかけられ中国政府に拘束、強権的に財産没収を受ける。そのため母親と妹2人の4人で日本へ引き揚げることとなり、北京から天津の港まで約120kmを徒歩で移動したという。佐世保に着いた時、黄砂で空も空気も黄色く濁っていた中国に比べて、日本は「こんなにもきれいな国があるのか。天国みたいだ」と思ったと回想している。
京都市立紫野高等学校在学時は陸上競技部に所属し、三段跳で活躍。早稲田大学法学部へ進学し、放送研究会に所属。会友には露木茂や大沢悠里らがいた。早稲田大学法学部を卒業。
職務経歴
1962年4月にTBSへ入社し、アナウンス室に配属される（アナウンサー第8期生）。
1963年11月23日、宿直だった鈴木はジョン・F・ケネディ暗殺（ケネディ大統領暗殺事件）の第一報をケネディの死亡が確認された1時間後の午前5時のラジオニュースと5時10分からの担当番組「朝のひととき」で伝えた。
1966年1月よりラジオ局放送部兼テレビ編成局アナウンス部、1967年11月よりラジオ局第一制作部兼アナウンサー研修室付、1969年3月よりラジオ局放送部兼第一制作部兼第二制作部兼アナウンサー研修室付にそれぞれ配属された。
1970年7月よりテレビ本部制作局制作部に配属され、アナウンス職から離れる。同制作部時代には番組制作ディレクターを務めた。以後、1974年2月より編成局契約部、1975年8月より報道局ニュース部、1977年11月ラジオ本部ラジオ局ラジオニュース部、1980年4月テレビ本部報道局編集部兼ラジオニュース部、1989年1月より報道総局アナウンス部兼報道局編集部兼ラジオ総局情報制作局ニュース・情報センター部、1991年5月よりアナウンスセンター兼報道局にそれぞれ配属された。
その間、報道局時代には社会部記者を務めた。報道局時代の1983年には、アナウンス活動へ復帰している（同年にアナウンス部へ復帰したとする文献もあるが、誤り）。のちにアナウンス副部長も務めた。アナウンサーとしては、報道番組の他にバラエティにも出演。『さんまのからくりTV』内コーナー『ご長寿早押しクイズ』の司会者として人気を得た。
土曜夕方（関東ローカル）・土曜夜・土曜深夜のテレビ・ラジオニュースを10年以上担当したが、多くのアナウンサーが担当していた朝・昼『JNNニュース』（『JNNおはようニュース&スポーツ』『JNNニュースコール』『JNN8時のニュース』『あなたにオンタイム』『JNNニュース11:30』）『JNNニュースコープ』『JNNニュースの森』『3時にあいましょう』内のニュースなどの担当経験はない。
1998年2月に60歳で、TBSを定年退職後、翌月よりフリーアナウンサーとなる。その一方、歌手・俳優・モデル、テレビゲームとあらゆる分野に挑戦、講演活動を中心に活躍している。1999年には『想春譜』で歌手デビューを果たし、同曲は約6万枚の売上を記録した。2002年には舞台俳優として『新演歌の花道』へ初出演した。
2000年、主にTBSアナウンサーOBのマネジメントを行う事務所であるクリエイティブ・メディア・エージェンシー（CMA。2010年7月よりキャスト・プラスに商号変更、2019年1月にTBSスパークルへ吸収合併）と契約。

## 所属事務所
- シーエムエー（1999年当時[1]）
- クリエイティブ・メディア・エージェンシー→キャスト・プラス→TBSスパークル（2000年 - ）

## 出演番組

### TBSアナウンサー時代

#### テレビ番組（報道・情報・ドキュメント）
報道・情報番組のメインキャスターの経験はなく、もっぱら単独で土曜日夜のニュースを延べ14年間（日曜日夜は4年間）担当していた。
報道・情報番組
| 期間                   | 期間                   | 番組名                | 役職                                 | 備考 |
| ---------------------- | ---------------------- | --------------------- | ------------------------------------ | --- |
| 同局アナウンス部復帰後 | 同局アナウンス部復帰後 | JNNフラッシュニュース | 土曜日担当キャスター                 | 該当日に放送される特別番組『オールスター感謝祭』内で放送のときは、同番組のスタジオに来てニュースを伝えていた（『情報スペースJ』のPRのため下村健一が担当した1993年秋を除く） |
| 1987年10月             | 1995年3月              | TBSニュース           | 土曜日18:50枠での担当キャスター      | |
| 1987年10月             | 1988年9月              | JNNニュースデスク     | 土曜日担当キャスター                 | 1987年10月以前も当時のキャスターだった川戸恵子が不在の時は代役で担当していた                                                                                                |
| 1988年10月             | 1990年9月              | JNNニュース(最終版)   | 土曜日担当キャスター                 | |
| 1990年4月              | 1993年3月              | JNNニュースの森       | オープニングのヘッドラインナレーター | 平日版のみでの担当 |
| 1993年4月              | 1997年3月              | JNNスポーツ&ニュース  | ニュースコーナー                     | 土日とも、1997年4月からは岩井健浩に交代している |
| 1993年10月             | 1996年5月              | あなたにオンタイム    | 番組コーナー『史朗が行く』担当       | |

ドキュメンタリー番組
- 情報特集[4]
- CBSドキュメント[4]
- ドキュメントUSA
- ドキュメントD・D - ナレーター[20]

#### テレビ番組（音楽・クイズ・バラエティ）
- TBS歌のグランプリ（1970年）[17] - 若手時代にリポーターやデータマンを担当
- ベルトクイズQ&Q[16][17]
- 世界No.1クイズ[26]
- クイズ!当たって25%[27]

1. 1994年11月6日
2. 13日
3. 20日
4. 1996年3月17日
5. 4月28日
6. 5月5日
7. 1997年4月13日
8. 5月18日
9. 9月21日
10. 10月5日
11. 2000年2月6日
12. 20日
13. 27日
14. 4月30日
15. 5月21日
16. 6月11日
17. 7月2日
18. 16日
19. 8月6日
20. 20日
21. 10月8日
22. 22日
23. 29日
24. 11月12日
25. 19日
26. 26日
27. 12月3日
28. 10日
29. 17日
30. 2001年1月7日
31. 14日
32. 21日
33. 28日
34. 2月4日
35. 11日
36. 18日
37. 3月4日
38. 11日
39. 18日
40. 4月1日
41. 15日
42. 29日
43. 5月6日
44. 20日
45. 6月3日
46. 10日
47. 24日
48. 7月8日
49. 15日
50. 29日
51. 8月5日
52. 12日
53. 26日
54. 9月2日
55. 9日
56. 23日
57. 10月7日
58. 14日
59. 21日
60. 28日
61. 11月4日
62. 11日
63. 18日
64. 25日
65. 12月2日
66. 9日
67. 16日
68. 2002年1月13日
69. 20日
70. 27日
71. 2月3日
72. 10日
73. 17日
74. 3月3日
75. 10日
76. 17日
77. 31日
78. 4月14日
79. 21日
80. 28日
81. 5月12日
82. 19日
83. 26日
84. 6月2日
85. 9日
86. 16日
87. 23日
88. 30日
89. 7月7日
90. 14日
91. 28日
92. 8月4日
93. 11日
94. 25日
95. 9月8日
96. 15日
97. 29日
98. 10月6日
99. 20日
100. 27日
101. 11月3日
102. 10日
103. 17日
104. 24日
105. 12月1日
106. 8日
107. 15日
108. 12月29日
109. 2003年1月12日
110. 19日
111. 26日
112. 2月2日
113. 9日
114. 16日
115. 23日
116. 3月2日
117. 9日
118. 16日
119. 30日
120. 4月6日
121. 13日
122. 5月4日
123. 11日
124. 18日
125. 25日
126. 6月1日
127. 15日
128. 22日
129. 7月6日
130. 13日
131. 27日
132. 8月10日
133. 17日
134. 24日
135. 31日
136. 9月7日
137. 14日
138. 21日
139. 10月12日
140. 19日
141. 26日
142. 11月2日
143. 16日
144. 23日
145. 30日
146. 12月7日
147. 14日
148. 28日
149. 2004年1月11日
150. 25日
151. 2月1日
152. 15日
153. 3月7日
154. 21日
155. 4月4日
156. 18日
157. 5月16日
158. 6月6日
159. 27日
160. 7月18日
161. 10月17日
162. 31日
163. 12月26日
164. 2005年1月16日
165. 2月13日
166. 20日
167. 3月6日
168. 4月3日
169. 17日
170. 5月8日
171. 29日
172. 6月12日
173. 26日
174. 7月31日
175. 8月21日
176. 9月18日
177. 11月13日
178. 2006年1月15日
179. 2月5日
180. 19日
181. 5月7日
182. 10月1日
183. 22日
184. 2007年1月28日
185. 2月25日
186. 7月8日
187. 2009年2月15日
188. 3月15日
189. 2010年9月19日

- デカメロン - ナレーター
- アッコにおまかせ![30]

#### テレビ番組（ドラマ）
- 赤い迷路 - ナレーター[3]
- 白い秘密 - ナレーター
- 白い荒野 - ナレーター
- ドラマチック22『ザ・教育費』（1989年11月4日）
- 高校教師（1993年） - ニュースアナウンサー 役

#### テレビ番組（アニメ）
- セクシーコマンドー外伝 すごいよ!!マサルさん - ナレーション（作中にも登場）

#### テレビ番組（ノンジャンル）
- 金曜テレビの星![31]

#### ラジオ番組
- 今週のベストテン[16]（1966年）[17] - 湯川れい子と担当[5]。
- マツダ・ミュージック・ラリー（1968年）[32] - 八代英太と担当[6]。
- 土曜ワイドラジオTOKYO 永六輔その新世界（1997年）[33]

### フリー転身後

#### テレビ番組
- スーパーJOCKEY（日本テレビ）
- 中居正広のボク生きII（フジテレビ） - 準レギュラー
- 天国に一番近い男 第7話（1999年、TBS）
- 水戸黄門第28部 - 第41部（2000年 - 2010年、TBS・C.A.L） - 4代目ナレーター（第28部第1話には、茶坊主役として出演）
- 大江戸を駈ける!（2000年 - 2001年、TBS・C.A.L）- ナレーター
- ブラック・ジャック カルテII（2000年、TBS）- 結婚式の司会者 役
- 世界で一番熱い夏（2001年7月-9月、TBS）- 鈴木さん役
- 鶴瓶×円 チャンブル（毎日放送） - 司会進行
- 大岡越前 ナショナル劇場50周年記念2時間スペシャル（2006年3月20日、TBS・C.A.L）- ナレーター
- 森田一義アワー 笑っていいとも!（フジテレビ）
- サタモニ!（毎日放送）
- ボキャブラ天国（フジテレビ）
- デジタル所さん（日本テレビ） - ナレーター
- 徳光&史朗の暴走おやじアナ（テレビ朝日）
- 土曜ワイド劇場『京都殺人案内25・根室・納沙布 慟哭の海!』（2002年4月、ABC・松竹） - 第25作・稲葉捜査一課長
- オジサンズ11（日本テレビ） - レギュラー
- カワズ君の検索生活2008年の初めに全力検索!一番見たい動画がここにあるSP - 芸能界ネットの噂において「バイオシリーズが上手いのか?」という検証の為に出演。
- 評判!なかむら屋（ABC） - 常連客（リポーター）
- 大!天才てれびくん「人の話を聞け」（2011年 - 2014年、NHK教育）解説
- ポヨポヨ観察日記（テレビ東京ほか） - 第50話ナレーター

## CM
- アリナミン製薬『ベンザブロックせき止め液』『ベンザブロックのどスプレー』
- Panasonic『洗濯乾燥機・遠心力』
- メットライフ生命保険『はいれますシリーズ』
- 任天堂『伝説のクイズ王決定戦』
- NTTドコモ『アンサーハウス：iコンシェル編』（執事役）
- 花王『ブローネ』
- シマノ『オートD』
- キリンビール『キリン濃い味<糖質0>』

## 著書
- 鈴木史朗の健康道場 ご長寿TVで超寿のコツ（小学館文庫）

## ディスコグラフィ
- 想春譜（1999年8月25日、ガウスエンターテイメント）
- 月と盃／生命ほとばしる（2001年6月27日、ポリドール）
- 大江戸線音頭（2003年6月25日、日本クラウン）
- 農家の唄（1999年6月21日、バップ。「所ジョージ&ダーツダックス」として発表）

## ゲーム関連
- 週刊ファミ通
  - 2007年10月5日号 - インタビュー。
  - 2010年4月8日号 - 『バイオハザード5 オルタナティブ・エディション』PS3版「鈴木史朗的Co-opプレイのすすめ」にて「ファミ通BSAA特別顧問」として参加。
  - 2011年6月16日号、2011年6月23日号 - 『バイオハザード ザ・マーセナリーズ 3D』にて「ファミ通BSAA特別顧問」として参加。
- ファミ通WaveDVD 2010年3月号 - 「突撃!お邪魔しま：SOCOM」に出演。
- Xbox LIVE パーク「バイオハザード5 デイ」[34]
- みんなのニンテンドーチャンネル - バイオハザード ダークサイド・クロニクルズに出演。この映像が動画サイトに（無断転載であるが）アップされ、30万アクセス超えになるほどの反響となった[35]。
- 朝日新聞社広告局企画制作、2012年1月26日朝日新聞40面「バイオハザード リベレーションズ」加山雄三と共に広告宣伝。
  - GAMESPOT JAPAN バイオハザード15周年＆3DS「バイオハザード リベレーションズ」発売記念 加山雄三さんと鈴木史朗さんスペシャル対談[36]。

## 趣味
趣味はコンピューターゲーム。TBSアナウンサー当時の1992年に発行された『TVスター名鑑』ですでに、趣味・特技欄に「スーパーファミコン」と記されていた。『バイオハザード』シリーズの大ファンで全作所有しており、筋金入りの高得点プレーヤー。『バイオハザード4』の最高難易度は容易にクリアーでき、比較的難易度の高いおまけステージ（Wii版のTHE MERCENARIES）では20万5370点という高得点を記録している。好きなバイオハザードの登場人物はジル・バレンタインで「彼女に惚れて、ずっとジルでプレーしている」と語っている。
同ゲームシリーズをクリアした加山雄三とは同好の士として情報交換している。『からくりTV』ではスコアアタックモードをプレイしながら話した。GyaO特集『バイオハザード:ディジェネレーション 鈴木史朗レポート』では、本人のメモリーカード持参でニンテンドー ゲームキューブ版『バイオ4』の腕前を披露している。2008年の東京ゲームショウで行われた「クリエイターズトークショウ」にて、一緒に司会を務めた有野晋哉に対して、「これからバイオハザード4を始めるなら、ナイフ攻撃が他の機種より0.5秒程速く出るWii版がオススメです」と発言し、有野を驚かせた。
また「ひとりカラオケ」も局アナ時代からの趣味のひとつである。レパートリーは比較的古い時代の曲を中心とするが、『千の風になって』も好んで歌っている。受付で一人での来店を告げるときは「ちょっと爽やかな気持ちになる」として「ひとりカラオケ」に対して気恥ずかしさは感じていないという。「ひとりカラオケ」の効能として、鈴木は孤高の境地を得たことを挙げており「ひとりで技を極める武士道にも通じます」と語っている。

## エピソード
- 中学時代に走り高跳びをしたところ放置してあった砲丸に気付かず腹部を強打してしまい、当初は医者から虫下しの薬しかもらえずどんどん症状が悪化したため緊急手術をすることになった。その時の執刀医が元軍医で「貴様は日本男児か!」と鈴木が問われたところ「はい!日本男児であります!」と返答した。すると執刀医は「では痛くないな!」と鈴木を鎖でベッドに括り付け、塗る麻酔だけをして開腹手術を行った。鈴木は腸が引っぱり出される感触も分かり、あまりの痛みに絶叫したものの「日本男児なら我慢しろ!」とビンタされ気を失ってしまった[42]。
- 入社当初は身長が高く目立っていたという理由からいじめに遭っており、当時は軍隊出身の上司も多くいじめも軍隊式の酷いものであったという。また、当時の部長から軍隊にいた頃しごかれた軍曹に鈴木がよく似ていたという理由から目を付けられており、当時の泊まり番は週に1回までと決まっていたが鈴木だけ週2回やらされたり、アナウンスの仕事を希望していたが別の部署に飛ばされたりしたといった扱いも受けた。さらにワイドショーで「タバコの害」について大々的に取り上げたところ視聴者からの評判は良く反響は大きかったものの、当時のテレビ局員は大半が喫煙者であったため社内では猛反発が起こり社内中から嫌われてしまい、再び別の部署へ飛ばされた[42]。
- ゲームを趣味としていることから反射神経が鍛えられ、自動車免許更新時の実習で高得点を出し教官から「あまりに反応が早すぎて逆に危険」と注意を受けるほどだった[43]。
- 月刊誌『WiLL』2011年4月号に南京大虐殺否定論を寄稿した。
- 名探偵コナンに同名で、自身をモチーフとしたキャラクターが登場している（名探偵コナンの登場人物#鈴木史朗を参照）。